# Thrall (Texas)
Thrall es una ciudad ubicada en el condado de Williamson en el estado estadounidense de Texas. En el Censo de 2010 tenía una población de 839 habitantes y una densidad poblacional de 769,45 personas por km².

## Geografía
Thrall se encuentra ubicada en las coordenadas 30°35′18″N 97°17′54″O / 30.58833, -97.29833. Según la Oficina del Censo de los Estados Unidos, Thrall tiene una superficie total de 1.09 km², de la cual 1.09 km² corresponden a tierra firme y (0%) 0 km² es agua.

## Demografía
Según el censo de 2010, había 839 personas residiendo en Thrall. La densidad de población era de 769,45 hab./km². De los 839 habitantes, Thrall estaba compuesto por el 79.86% blancos, el 6.79% eran afroamericanos, el 0.83% eran amerindios, el 0.12% eran asiáticos, el 0.12% eran isleños del Pacífico, el 9.54% eran de otras razas y el 2.74% pertenecían a dos o más razas. Del total de la población el 33.85% eran hispanos o latinos de cualquier raza.